# ایچیرو سوزوکی (بازیکن فوتبال)
ایچیرو سوزوکی (ژاپنی: 鈴木 一朗؛ زادهٔ ۱ اوت ۱۹۹۵) یک بازیکن فوتبال اهل ژاپن است.
از باشگاه‌هایی که در آن بازی کرده‌است می‌توان به باشگاه فوتبال ایواته گرولا موریوکا اشاره کرد.